# Every Rose Has Its Thorn
Every Rose Has Its Thorn är en powerballad av det amerikanska glam metal-bandet Poison, utgiven som singel den 12 oktober 1988. Sången finns med på Poisons andra studioalbum Open Up and Say... Ahh!, utgivet den 27 april 1988. "Every Rose Has Its Thorn" nådde första plats på Billboard Hot 100.
Poisons sångare Bret Michaels intervjuades för VH1:s Behind the Music och berättade om balladens tillkomst. Vid ett tillfälle befann sig Michaels i en tvättomat i Dallas och ringde till sin flickvän från en telefonkiosk. Michaels sade att han kunde höra en mansröst i bakgrunden och insåg vad som pågick. Därefter återvände han till tvättomaten och skrev låten.
Musikvideon till "Every Rose Has Its Thorn" regisserades av Marty Callner och filmades i Brown County Veterans Memorial Arena i Ashwaubenon i Wisconsin och i en tom lagerbyggnad på Broadway.